# Benson Mates
Benson Mates (19 de maio de 1919, Portland (Oregon) - 14 de maio de 2009, Berkeley (Califórnia)) foi um filósofo norte-americano, notável pelo seu trabalho na lógica, na história da filosofia, e no skepticismo. Mates estudou filosofia e matemática na Universidade de Oregon, na Universidade de Cornell e na Universidade de Berkeley em Berkeley. Alguns dos seus professores incluem J. Barkley Rosser, Harold Cherniss, and Alfred Tarski. De 1948 até sua aposentadoria em 1989, ele foi professor de filosofia em Berkeley. Ele continuou professor emérito de filosofia na Universidade da Califórnia até a sua morte.
A dissertação de Mates em 1948, "On the Logic of the Old Stoa", formou a base para seu livro de 1953 Stoic Logic, na qual Peter Geach escreveu, "Stoic Logic é um assunto complicado [...]. A monografia do Dr. Mate's é um esforço vigoroso e bem-sucedido para superar estas dificuldades". O livro de Mates de 1965, Elementary Logic, permanece utilizado amplamente como um livro-texto introdutório na lógica simbólica. Seu estudo de 1986 sobre Leibniz também é altamente considerado.
Em seu próprio trabalho filosófico, Mates defende uma instância parecida com o Pirronismo. Ele argumenta que a maior parte dos problemas da filosofia (como o paradoxo do mentiroso, a existência de um mundo externo, e do livre-arbítrio) são inteligíveis e não-triviais ainda que seja uma solução completamente desafiadora. Diferentemente dos ceticistas pirrônicos, entretanto, Mates crê que argumentos sképticos levam à uma perplexidade insatisfatória do que uma ataraxia.

## Publicações
- Stoic Logic, Berkeley: University of California Press, 1953 (second revised edition 1961).
- Elementary Logic, 1965, second edition New York: Oxford University Press, 1972.
- Skeptical Essays, Chicago: University of Chicago Press, 1981.
- The philosophy of Leibniz. Metaphysics and Language, New York: Oxford University Press, 1986.
- The Skeptic Way: Sextus Empiricus's Outlines of Pyrrhonism, Oxford: Oxford University Press, 1996.